# St. Elisabeth (Gerthe)

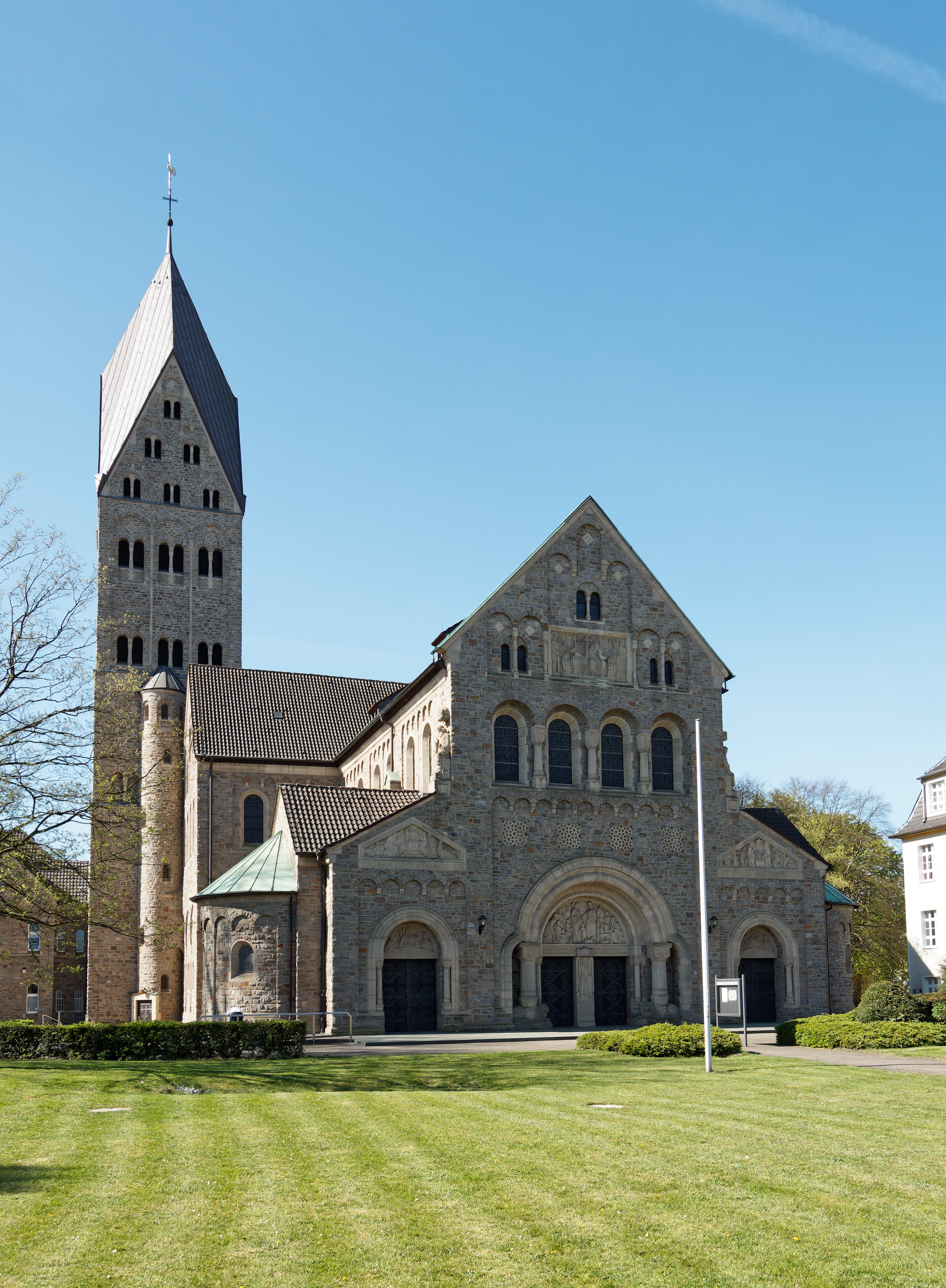
Pfarrkirche St. Elisabeth

Die römisch-katholische Kirche St. Elisabeth ist ein denkmalgeschütztes Kirchengebäude in Gerthe, einem Stadtteil von Bochum in Nordrhein-Westfalen.

## Geschichte und Architektur
Die monumentale neuromanische Baugruppe wurde von 1912 bis 1913 nach einem Entwurf von Johann Franz Klomp errichtet. Sie besteht aus einer von Nordost nach Südwest ausgerichteten Querhausbasilika, dem beherrschenden Turm und dem baulich im Südosten angeschlossenen Pfarrhaus. Die Gebäude wurden im Zweiten Weltkrieg beschädigt, die Schäden wurden bis 1952 beseitigt.

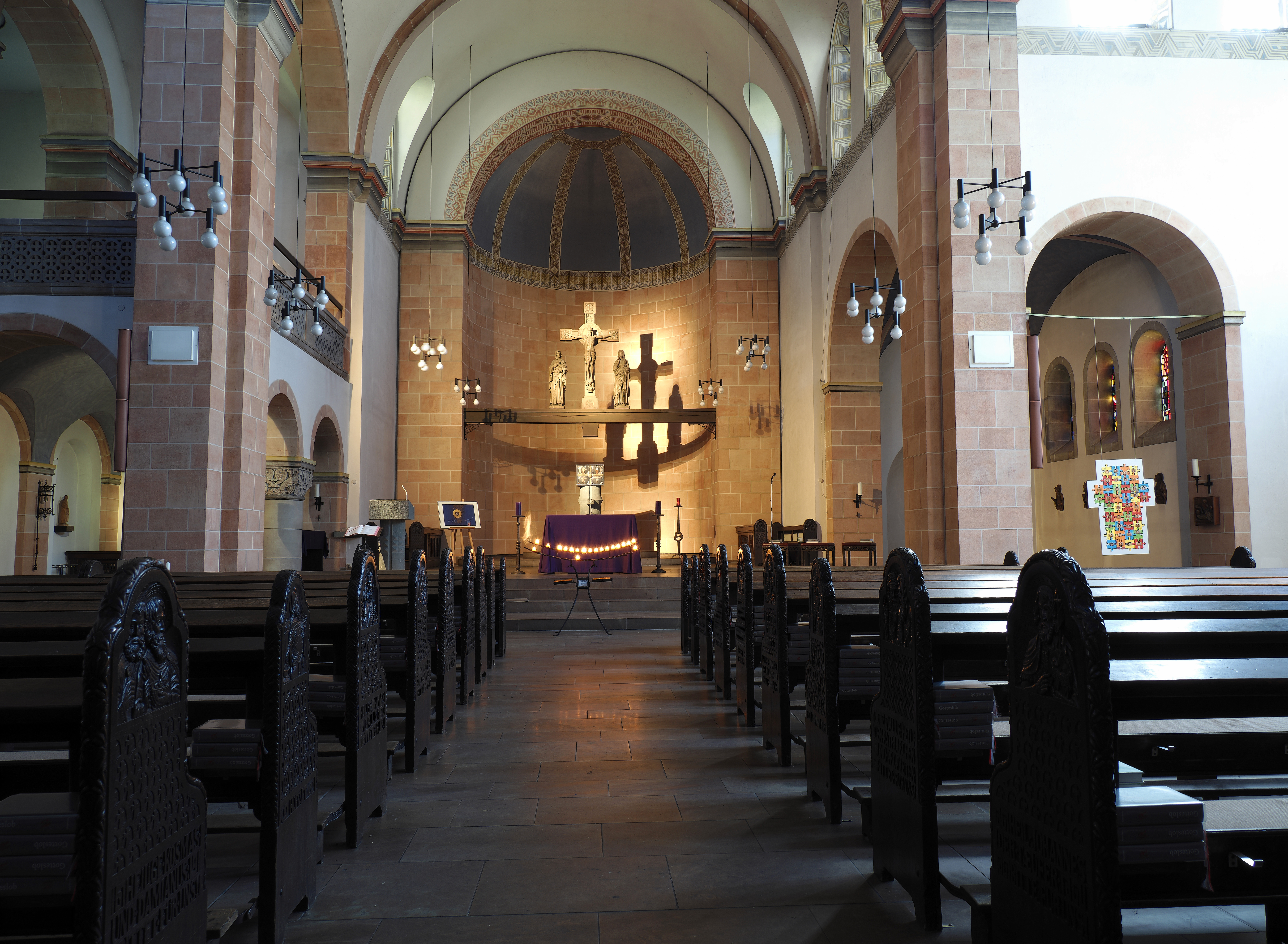
Mittelschiff

Der südwestliche gelegene Chor und die Nebenchöre schließen halbrund. Der Turm ist dem des Paderborner Domes nachgebildet, er steht im südlichen Winkel zwischen Chor und Querhaus, daran schließt das Pfarrhaus an. Alle Bauteile sind reich gegliedert und mit bruchrauem Ruhrsandstein verkleidet. Die Eingangsfassade im Nordosten ist besonders aufwändig durch Fensterreihen, Wandsäulen, Blendarkaden und Rundbogenfriese gegliedert. Im Tympanon des Hauptportals ist das Rosenwunder der hl. Elisabeth von Thüringen dargestellt, am Trumeau der hl. Erzengel Michael. Die Säulen des Portals werden von Löwen getragen. Die Nebenportale sind als übergiebelte Tore gestaltet. An die Westjoche der Seitenschiffe sind halbrunde Kapellenvorbauten angefügt.
Die erste Ausmalung von 1929 ist verloren.
Seit 2008 gehören die Kirche und die Gemeinde St. Elisabeth zur Katholischen Pfarrei Liebfrauen Bochum.

Letztes Abendmahl

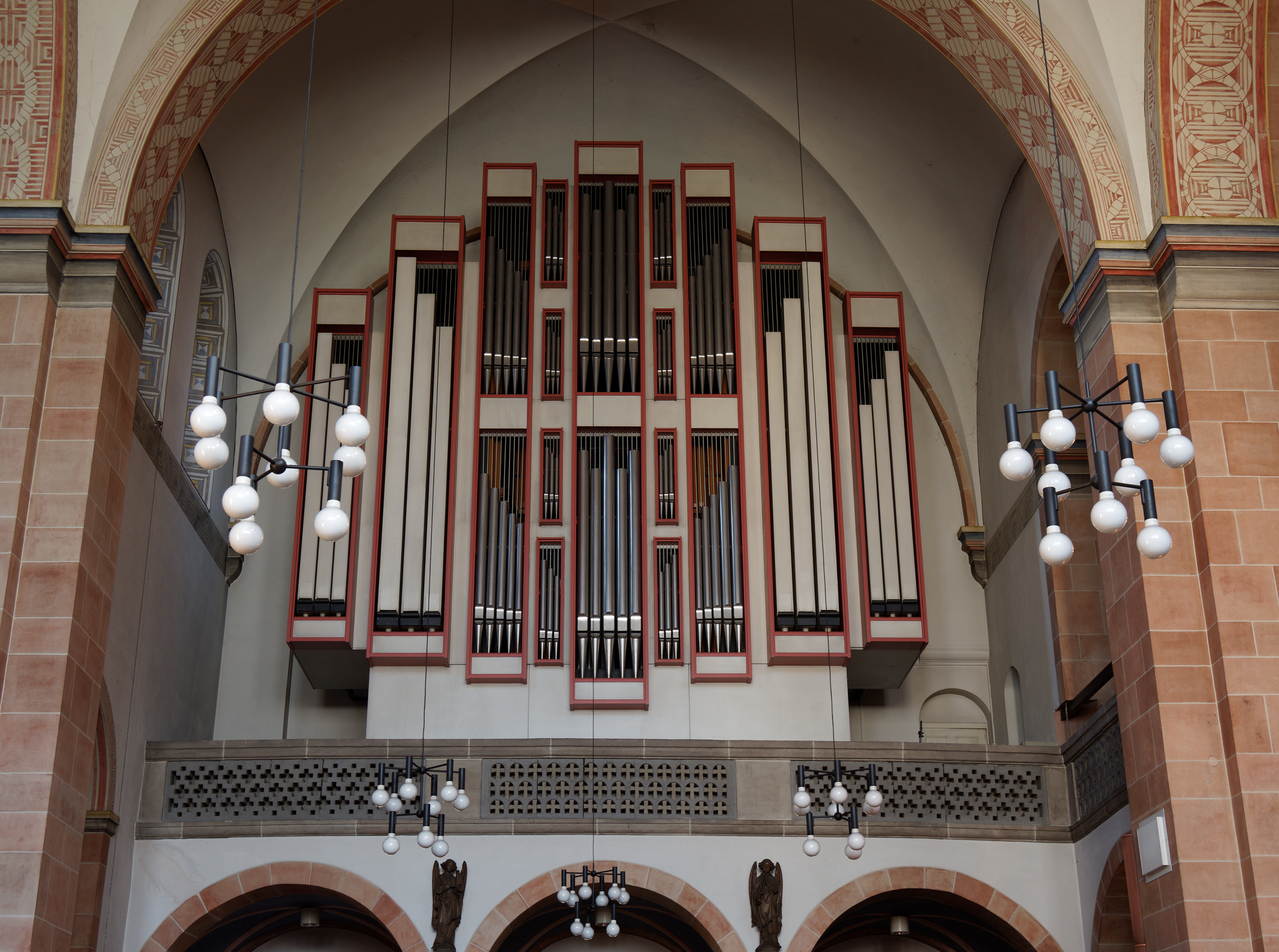
Orgel

## Ausstattung
Die Stücke stammen aus der Zeit um 1929:
- Das Abendmahl-Relief vom ehemaligen Hochaltar schuf der Bildhauer Georg Busch.
- Die Kreuzigungsgruppe (in neuer Aufstellung) war eine Schenkung des Direktors der benachbarten Zeche Lothringen, die schwere Bergschäden an der Kirche verursachte.
- An den Gestühlwangen sind Darstellungen zur Allerheiligenlitanei zu sehen.
- Das Geläut ist vierstimmig. Die drei großen Glocken c′, es′ und f′ wurden 1966 vom Bochumer Verein aus Gussstahl gefertigt. Die kleine Glocke g' ist eine Bronzeglocke und wurde 1925 in der Glockengießerei Otto in Bremen-Hemelingen gegossen.[1]

## Orgel
Das Instrument hat 42 Register auf drei Manualen und Pedal. Die Spiel- und Registertraktur ist elektrisch. 
| I Schwellwerk C–g3 |        |
| Hohlflöte          | 8′     |
| Salicional         | 8′     |
| Vox coelestis      | 8′     |
| Principal          | 4′     |
| Gedackt            | 4′     |
| Nasard             | 2 ⁄3′  |
| Nachthorn          | 2′     |
| Terz               | 1 3⁄5′ |
| Scharff 4-5f.      |        |
| Fagott             | 16′    |
| Oboe               | 8′     |
| Clarine            | 4′     |
| Tremulant          |        |

| II Hauptwerk C–g3 |     |
| Bordun            | 16′ |
| Prinzipal         | 8′  |
| Rohrflöte         | 8′  |
| Gamba             | 8′  |
| Oktave            | 4′  |
| Traversflöte      | 4′  |
| Oktave            | 2′  |
| Cornett 2-4f.     |     |
| Mixtur 4-6f.      |     |
| Trompete          | 8′  |

| III Oberwerk C–g3 |       |
| Holzgedackt       | 8′    |
| Quintade          | 8′    |
| Praestant         | 4′    |
| Rohrflöte         | 4′    |
| Schwiegel         | 2′    |
| Quinte            | 1 ⁄3′ |
| Sesquialter 2f.   |       |
| Zimbel 3f.        |       |
| Dulcian           | 16′   |
| Rohrschalmey      | 8′    |
| Tremulant         |       |

| Pedal C–f1     |         |
| Prinzipalbass  | 16′     |
| Subbass        | 16′     |
| Quintbass      | 10 2⁄3′ |
| Oktavbass      | 8′      |
| Gedackt        | 8′      |
| Choralbass     | 4′      |
| Bauernpfeife   | 2′      |
| Hintersatz 5f. |         |
| Posaune        | 16′     |
| Basstrompete   | 8′      |

- Koppeln: I/II, III/II, III/I, I/P, II/P, III/P
- Spielhilfen: 64-fache Setzeranlage, Crescendowalze

## Pfarrer der Gemeinde St. Elisabeth
- Wilhelm Sondermann
- Dechant Wilhelm Neuenzeit
- 1968–1982: Augustinus Dekker
- 1983–1997: Hans-Joachim Wiethoff
- 1997–2006: Elmar Kirchner
- 2007–2022: Ulrich Kosch